# Zejście
Zejście (ang. The Descent) – film produkcji brytyjskiej w reżyserii Neila Marshalla z roku 2005.

## Obsada
- Shauna Macdonald jako Sarah
- Natalie Mendoza jako Juno
- Alex Reid jako Beth
- Saskia Mulder jako Rebecca
- MyAnna Buring jako Sam
- Nora-Jane Noone jako Holly
- Oliver Milburn jako Paul
- Molly Kayll jako Jessica

## Fabuła
Sarah rok po stracie swojej córki i męża w wypadku samochodowym wybiera się ze swymi koleżankami (Juno, Beth, Rebecca, Sam i Holly) na wycieczkę w Appalachy. Schodzą one do jaskini, która w pewnym momencie zawala się, odcinając drogę powrotną. Organizatorka wyprawy - Juno przyznaje, że jest to niezbadana przez nikogo grota. Grupa postanawia iść dalej w celu odnalezienia drugiego wyjścia, lecz odkrywa, że jaskinia jest zamieszkana.